# 1769년 콘클라베

사도좌 공석 상태에 있는 동안에 사용되는 성좌의 문장

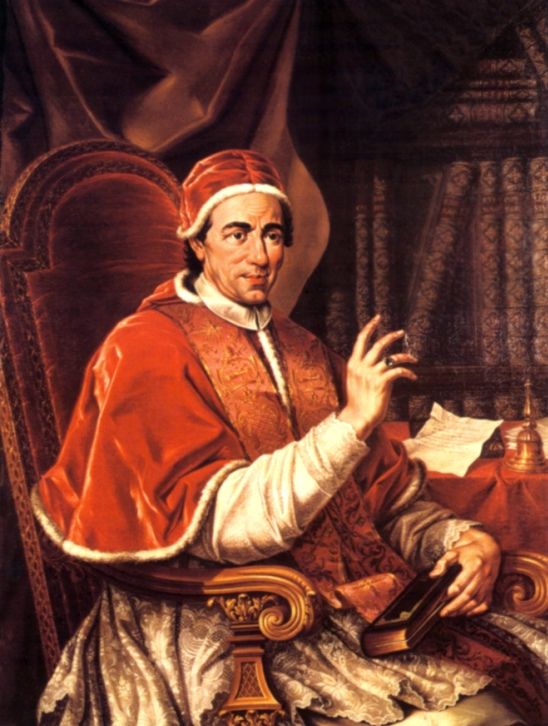
교황 선출자 클레멘스 14세 (조반니 빈첸초 안토니오 간가넬리)

1769년 콘클라베는 제249대 교황을 선출하기 위해 진행된 콘클라베이다. 제248대 교황 클레멘스 13세가 1769년 2월 2일에 선종한 이후에 새 교황을 선출하기 위해 진행된 선거이다.
1769년 2월 15일부터 5월 19일까지 3개월 내내 투표가 진행되었으며 46명의 추기경이 투표에 참가하였다. 조반니 빈첸초 안토니오 간가넬리 추기경이 새 교황으로 선출되었으며 교황 이름은 클레멘스 14세로 명명되었다.

## 추기경단
- 투표에 참가한 추기경: 46명
- 불참: 11명

## 주요 인사
- 수석 추기경: 카를로 알베르토 귀도보노 카발치니
- 보조 추기경: 페데리코 마르첼로 란테